# Mrs. Robinson/Le stelle del cielo
Mrs. Robinson/Le stelle del cielo è il terzo singolo del gruppo musicale italiano I Royals, pubblicato nel 1968.

## Descrizione
Il brano sul lato A è una cover in italiano di Mrs. Robinson, successo di Simon & Garfunkel, con il testo in italiano di Francesco Guccini; verrà incisa due anni dopo da Bobby Solo nel suo album Bobby folk.
Le stelle del cielo è invece un originale scritta dal maestro Mansueto De Ponti, che come di consueto usa lo pseudonimo Pontiack, con il testo di Toni Verona.

## Tracce
LATO A
1. Mrs. Robinson (testo: Francesco Guccini – musica: Paul Simon)

LATO B
1. Le stelle del cielo (testo: Toni Verona – musica: Pontiack)

## Formazione
- Enrico Carbucicchio
- Franco Carbucicchio
- Gabriele Zambon
- Silvano Gaffarelli
- Amleto Zennaro.